# Sviptungnahnjúkur
Sviptungnahnjúkur är en bergstopp i republiken Island. Den ligger i regionen Austurland, 300 km öster om huvudstaden Reykjavík. Toppen på Sviptungnahnjúkur är 909 meter över havet.
Trakten runt Sviptungnahnjúkur är nära nog obefolkad, med mindre än två invånare per kvadratkilometer. Det finns inga samhällen i närheten. Trakten runt Sviptungnahnjúkur består i huvudsak av gräsmarker.